# Карл I Лудвиг (Пфалц)
Карл I Лудвиг (на немски: Karl I Ludwig; * 22 декември 1617, Хайделберг; † 28 август 1680 при Единген) от род Вителсбахи, е от 1649 до смъртта си пфалцграф при Рейн, или курфюрст на Пфалц.

## Живот
Син е на Фридрих V, крал на Бохемия, и на принцеса Елизабет Стюарт. Брат е на Руперхт Пфалцски (1619 – 1682), Едуард фон Пфалц (1624 – 1663) и София Хановерска (1630 – 1714), омъжена за Ернст Август фон Хановер, майка на крал Джордж I.
През 1632 г. Карл Лудвиг наследява баща си и чичо му Лудвиг Филип поема регентството. Карл Лудвиг не успява да си върне всичките владения. Вестфалският мирен договор от 1648 г. му връща отново Пфалц, но с по-малка територия.
На 22 февруари 1650 г. в Касел се жени за принцеса Шарлота фон Хесен-Касел (1627–1686), дъщеря на ландграф Вилхелм V фон Хесен-Касел и на Амалия Елизабет фон Ханау-Мюнценберг (1602 – 1651). Раждат им се три деца. Бракът им е разрушен още през 1653 г. На 14 април 1657 г. Карл I Лудвиг и Шарлота се развежда в Хайделберг, след което той се жени втори път на 6 януари 1658 г. за нейната бивша дворцова дама Мария Луиза фон Дегенфелд (1634 – 1677), дъщеря на фрайхер Кристоф Мартин фон Дегенфелд, която ражда на Карл I Лудвиг 13 деца, от които само осем остават живи и само най-голямата им дъщеря Каролине се жени и има деца. Понеже през 1667 г. Мария Луиза се отказва от всички претенции към курфюрсткото наследство, през 1670 г. тя и децата ѝ получават Стеббах и рау-графска титла.
Карл I Лудвиг умира на 62-годишна възраст. Наследен е от първородния си син Карл II.

## Деца
Карл I Лудвиг и Шарлота фон Хесен-Касел имат децата:
- Карл II (1651 – 1685), курфюрст на Пфалц
- Елизабет Шарлота (1652 – 1722) – омъжва се през 1671 г. за херцог Филип I Орлеански
- Фридрих (1653 – 1654).